# موزه مردم‌شناسی کرمانشاه

موزه مردم‌شناسی کرمانشاه موزه‌ای در شهر کرمانشاه است که در تاریخ ۲۸ اردیبهشت ۱۳۶۹ تأسیس شده و در ضلع جنوبی قسمت عباسیه تکیه معاون‌الملک در تالاری به مساحت ۲۰۰ متر قرار دارد و ۲۹ ویترین از اشیا قدیمی، صنایع دستی، پوشاک و غیره با مضامین فرهنگی و اجتماعی را شامل می‌شود.

## اشیای موزه
گنجینۀ موزه شامل اشیای مختلف مردم‌شناسی از قبیل: وسایل کشاورزی، دامپروری، شکار، بافت گیوه، آلات موسیقی، وسایل نگارش، روشنایی و نمونه‌هایی از نساجی، پوشاک، لباس‌های مردم کرد در آن یافت می‌شود.
در این موزه مجسمه‌هایی با لباس‌های محلی وجود دارد که فرهنگ مردم کرمانشاه را نشان می‌دهد. 

## سرقت اشیای موزه
در ۶ خرداد ۱۴۰۳ معاون میراث فرهنگی استان کرمانشاه اعلام کرد که ۶۰۰ قلم از اشیاء موزۀ مردم‌شناسی، شامل جاجیم، مَشک و سه پایه، کاسه و بشقاب‌های مسی و ...، که ارزش مطالعاتی داشته‌اند قبل از تعطیلات نوروز به سرقت رفته‌است. این مقام مسئول مدعی شد که این اشیاء ارزش تاریخی نداشته و همچنین مقصر این سرقت را غفلت نگهبان مجموعه و نوع معماری تودرتوی اتاق‌های تکیه عنوان کرد. به گفتۀ او سارقان به‌سرعت شناسایی و دستگیر شده و بخش زیادی از اموال مسروقه به موزه بازگردانده شده‌است. او همچنین اعلام کرد که پس از این ماجرا سیستم‌های نظارتی مجموعه تقویت شده و تلاش برای بازگردان سایر اشیاء سرقتی همچنان ادامه دارد.